# Purpur-Platterbse
Die Purpur-Platterbse (Lathyrus clymenum) ist eine Pflanzenart aus der Gattung der Platterbsen (Lathyrus) in der Unterfamilie der Schmetterlingsblütler (Faboideae).

## Beschreibung

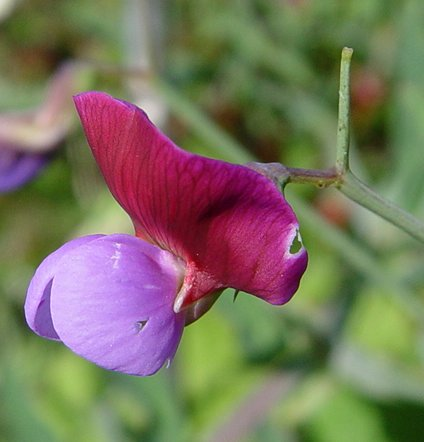
Blüte

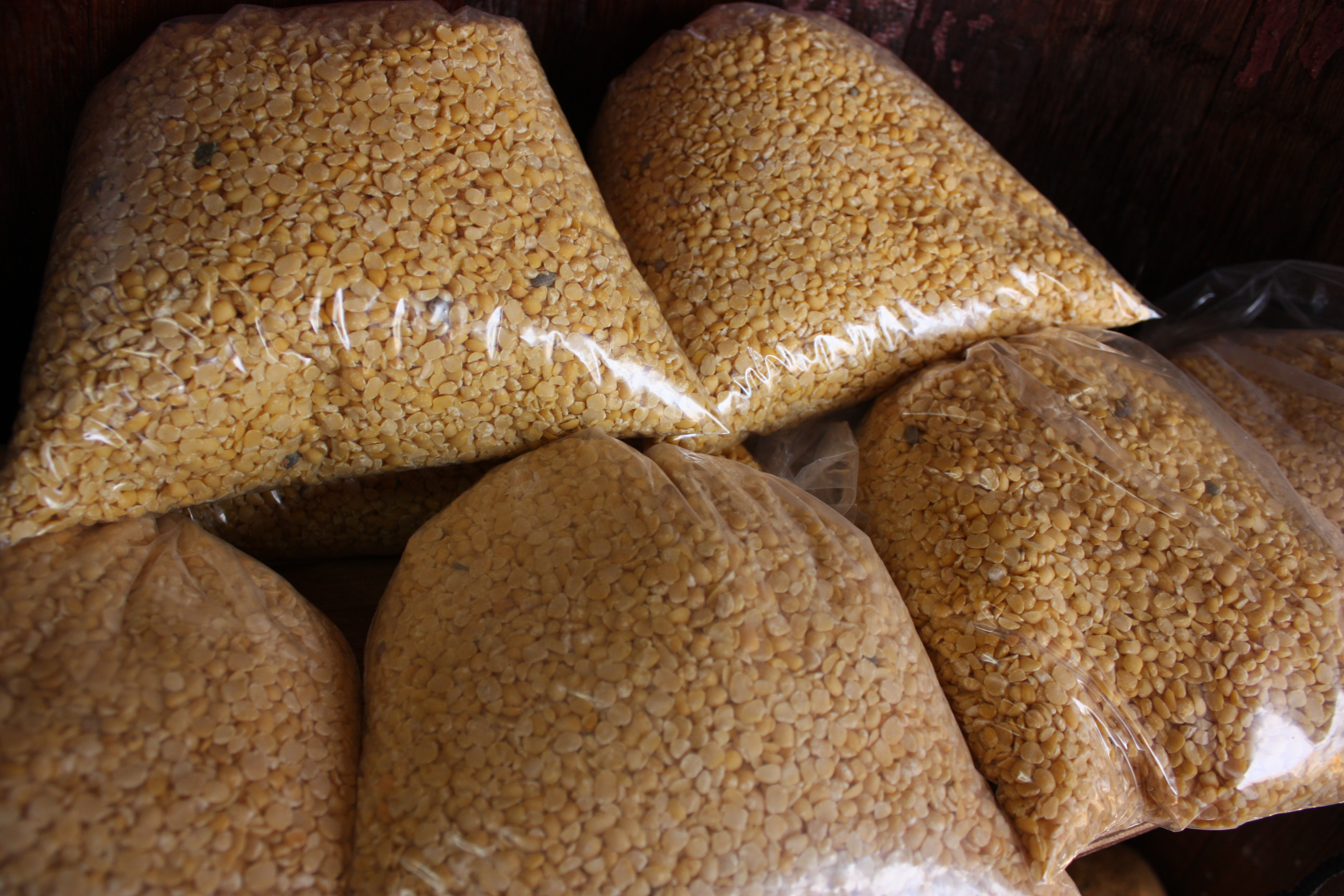
Verpackte Fava-Samen

Die Purpur-Platterbse ist eine einjährige oder zweijährige, kletternde Pflanze, die 30 bis 100 Zentimeter hoch wird. Sie ist kahl und hat einen geflügelten Stängel. Die unteren Laubblätter, Phyllodien, sind bis auf den verbreiterten Blattstiel zurückgebildet. Die oberen gefiederten Blätter, mit geflügeltem Blattstiel, sind aus 2 bis 5 Paaren von eilanzettlichen bis elliptischen Blättchen, einer geflügelten Blattspindel und einer verzweigten Endranke zusammengesetzt. Die Blättchen sind 20 bis 80 Millimeter lang und meist 6 bis 11 Millimeter breit und stachelspitzig. Die Nebenblätter sind eilanzettlich und leicht spießförmig. 
Die Blüten sind länger oder kürzer gestielt und stehen zu 1–5 in achselständigen Trauben. Die Blütenkrone der Schmetterlingsblüte ist 12 bis 25 Millimeter groß. Sie besteht aus einer purpurnen bis roten Fahne, violetten bis purpurnen oder blassrosa Flügeln und einem weißlichen Schiffchen. Die Kelchzähne sind leicht ungleich und kürzer als die Kelchröhre. Die kahlen, geschnäbelten und mehrsamigen, flachen und öffnenden Hülsen mit beständigem Kelch sind 30 bis 70 Millimeter lang und 5 bis 12 Millimeter breit, sie tragen eine gefurchte Rückennaht.
Die Art blüht zwischen März und Juni.
Die Chromosomenzahl beträgt 2n = 14.

## Vorkommen
Dir Purpur-Platterbse kommt ursprünglich auf den Kanaren, auf Madeira, in Nordafrika, in Frankreich und Südeuropa sowie in der Türkei vor. Auf den Azoren und im Gebiet von Libanon, Israel und Syrien ist die Art eingebürgert. Sie wächst auf Kulturland, Brachland und an Wegrändern.

## Taxonomie
Die Purpur-Platterbse wurde 1753 durch Carl von Linné in Species Plantarum Band 2, Seite 732 als Lathyrus clymenum erstbeschrieben. Bei manchen Autoren ist Lathyrus articulatus L. ein Synonym für Lathyrus clymenum L., bei anderen Autoren ist dies eine getrennte Art. Die Artbezeichnung "clymenum" verwendet den Namen einer antiken Heilpflanze, deren Identität nicht geklärt ist.

## Verwendung
Die Samen, bekannt als Fava, werden wie diejenigen der Saat-Platterbse in verschiedenen Gerichten verwendet. Allerdings gelten sie in höheren Quantitäten als giftig und können Lathyrismus verursachen.
Die Art wird auch als Futterpflanze genutzt.